# Retningsplan
En retningsplan var i tiden forud for planlovreformen en stedplan, der alene skulle sikre en hensigtsmæssig udformning af nye gader og veje i byområder. I nutiden er retningsplanen i praksis afløst af lokalplanbestemmelser. 

## Baggrund og lovgrundlag
Baggrunden for retningsplaner var ønsket om at sikre at de veje, som private grundejere lod udlægge ved udstykning, lod sig indpasse i vejnettet på en hensigtsmæssig måde og i forhold til den tilknyttede bebyggelse.
Retningsplaner indførtes ved byplanloven 1938 og gentoges i landsbyggeloven 1960.

## Retningsplaners indhold
Retningsplanen har karakter af et matrikelkort, hvorpå planlagte nye vejskel er vist. 

## Gyldighed
En retningsplan har efter ikrafttrædelse juridisk gyldighed, idet vejskellene tinglyses på de berørte ejendomme.

## Ophævelse
En tinglyst retningsplan kan kun ændres ved ny detailplanlægning (i dag i form af en lokalplan).

## Magelægsplaners omfang
Retningsplaner har i praksis kun fundet anvendelse i København, hvor der frem til 1965 blev godkendt mere end 100 sådanne planer.